# لئون باتیستا آلبرتی

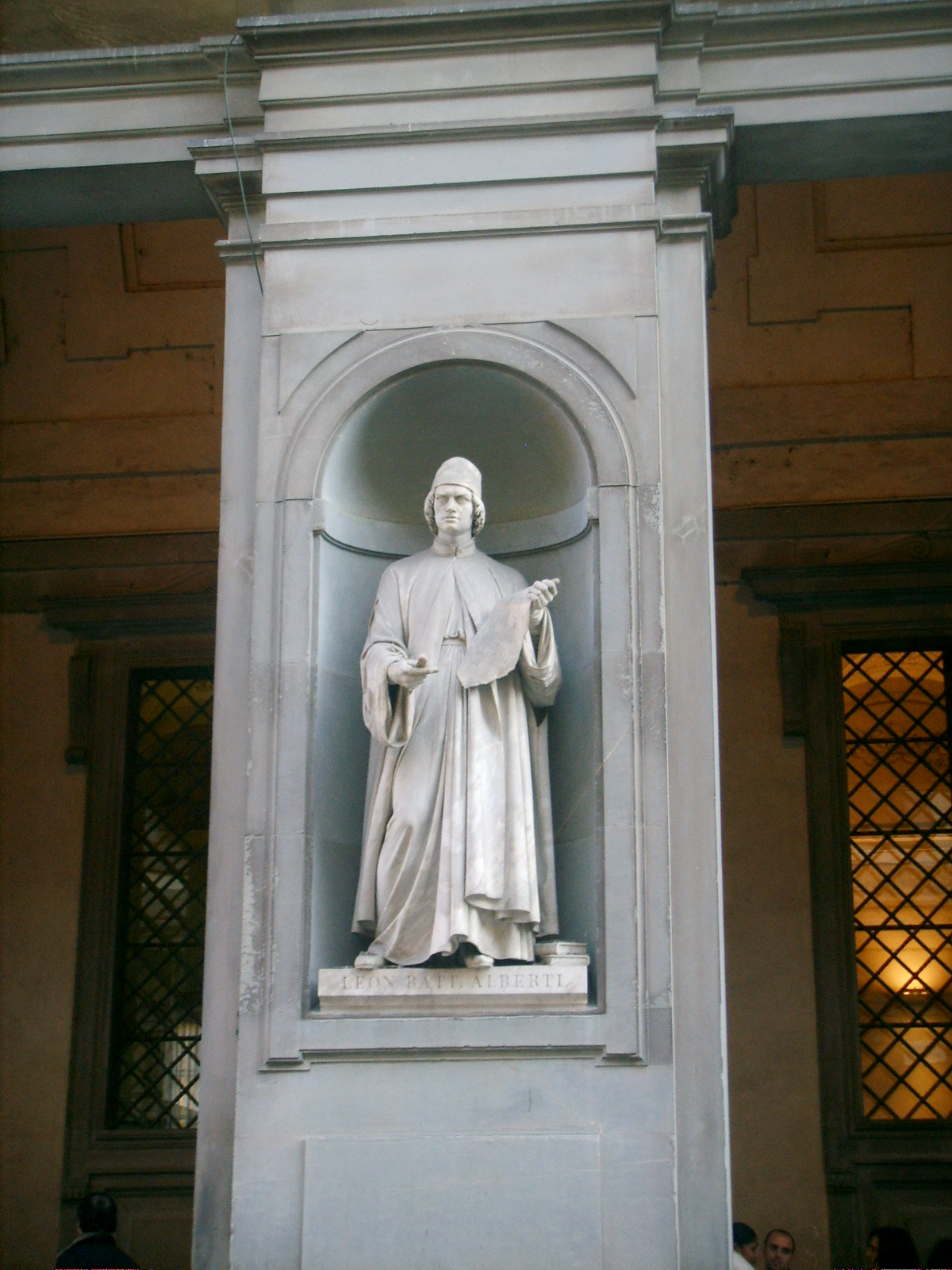

لئون باتیستا آلبرتی (به ایتالیایی: Leon Battista Alberti) نقاش، هنرمند، معمار، شاعر، فیلسوف، زبان‌شناس و نویسنده ایتالیایی بود. او بنیانگذار گمنام عصر رنسانس بود و در قید حیات او را مرد رنسانس می‌نامیدند اما امروز کمتر کسی او را به عنوان فردی می‌شناسد که مجموع مردمان جهان حتی اگر مجبور هستند و بودند نمی‌توانستند و نمی‌توانند پروژه‌های وی را عملی کنند.
آلبرتی نقاش و هنرمند و معمار بزرگی بود اما شهرت وی بیشتر به‌واسطهٔ آثار ادبی از جمله به خاطر نظریاتش دربارهٔ هنر وچهار کتابی که در بارهٔ زندگی در فلورانس نگاشته و آن را (دربارهٔ خانواده) نام نهاده‌است. آلبرتی معمار معروف دورهٔ رنسانس بود. معمار را به عنوان انسان اندیشمند در مقابل معمار قرون وسطی که به مثال صنعتگر بود تعریف می‌کند. او سه کتاب مشهور در باب نقاشی، در باب مجسمه‌سازی و در باب هنر ساختن که به ترتیب در آنها به ارائه نظریاتش در مورد نقاشی، مجسمه‌سازی و معماری می‌پردازد. او در یکی از کتب مهم خود به نام ده کتاب در باب معماری می‌نویسد «معمار صنعتگر نیست صنعتگری تنها وسیله‌ای در دستان معمار است معمار کسی است که فکر و انرژی خود را به کار می‌گیرد تا شکل‌هایی را خلق‌کند که در ساختمان به دست استاد کار ساخته شود»
آلبرتی این کتاب را در واقع به عنوان جایگزینی برای کتاب ویتروویس، یعنی در باب هنر ساختن نوشته و در چارچوبی تقریباً مشابه همین کتاب به ارائه نظراتش می‌پردازد. این کتاب به عنوان مهمترین کتاب نظری معماری در دوره رنسانس همچون کتاب ویتروویوس در ده دفتر تدوین شده‌است و به نام‌های دیگری چون ده کتاب در باب معماری و در باب هنر ساختن در ده کتاب هم شناخته می‌شود.
آلبرتی در اینجا موضع زیبایی شناسانه خود در مورد معماری را ارائه می‌دهد که باید به شکل قطعی آن را موضعی فرمالیستی در چارچوب دو مفهوم «تناسبات مناسب» و «خط بندی» (صفات ظاهری) دانست.

## تحقیقات
به باور او تنها دنیای قابل رؤیت برای هنرمند اهمیت دارد. لئون باتیستا آلبرتی در کتابی با عنوان «در باب نقاشی» قواعد ژرفانمایی را شرح داد، به این صورت که تسطیح خطوط خارجی اجسام موجود در فضا بر روی یک صفحه تصویر، به کمک مخروط دیدی انجام می‌شود که از چشم آغاز شده و تا جسم روی صفحه امتداد می‌یابد، به‌علاوه نامبرده روشی برای محاسبه میزان کوچک‌نمایی جسم در پرسپکتیو نیز داشت. گفته شده که این کتاب، اولین رساله علمی در زمینه ژرفانمایی می‌باشد.
لئون باتیستا آلبرتی، معمار و نقاش فلورانسی، همچنین نخستین هنرمندی بود که رساله‌های در باب طراحی و نقاشی نوشت. ازجمله ایده نقاشی پوست‌کنده از توصیه‌های اوست.
او همچنین داستان کوتاه، نمایشنامه و آثار دیگری به زبان‌های لاتین و ایتالیایی نوشته‌است. آلبرتی همه چیز می‌خواند و بدین معنی در همهٔ زمینه‌ها، از حقوق و ریاضیات و فیزیک گرفته تا مهارت‌هایی همچون سوارکاری و انواع ورزش و موسیقی استادی می‌کرد.
می‌گویند آلبرتی که خود را یک معمار نمی‌دانست، در عین حال نزد خودش موسیقی می‌آموخت چندین سال به کار حقوق مدنی اشتغال داشت در بیست و چهار سالگی به فیزیک و ریاضیات روی‌آورد.

## دانشمندان هم‌دوره
- لوکا پاچیولی، پدر علم حسابداری
- پیرو دلا فرانچسکا

## ترجمه به فارسی
- گزیده‌هایی از در باب هنر ساختن، در کتاب نظریه‌های زیبایی‌شناسی، لئون باتیستا آلبرتی و دیگران. ویرایش مارک فاستر گیج، ترجمه احسان حنیف، تهران، فکرنو: ۱۳۹۹.